# Mary Carlisle
Mary Carlisle, właściwie Gwendolyn Witter (ur. 3 lutego 1914 w Bostonie, zm. 1 sierpnia 2018 w Los Angeles) – amerykańska aktorka filmowa, piosenkarka i tancerka; gwiazda hollywoodzkich filmów klasy B z lat 30.
W 1932 znalazła się na liście WAMPAS Baby Stars, która każdego roku promowała początkujące aktorki, które zdaniem reklamodawców stały na progu gwiazdorstwa filmowego. Zmarła jako ostatnia aktorka wyróżniona tym odznaczeniem.

## Kariera
Mary Carlisle przybyła do Hollywood w wieku 4 lat, wraz ze swoją matką. W 1923 zadebiutowała w filmie Long Live the King, u boku dziecięcej gwiazdy Jackie Coogana. Jej oficjalny aktorski debiut nastąpił w 1930. Jako klasyczna blondynka o urodzie lalki była chętnie zatrudniana przez reżyserów amerykańskich w latach 30. W 1932 pojawiła się w nagrodzonym Oscarem dla Najlepszego filmu, melodramacie Ludzie w hotelu w reżyserii Edmunda Gouldinga. Gwiazdami tego filmu byli: Greta Garbo, John Barrymore, Joan Crawford, Wallace Beery. Aż w trzech filmach partnerowała Bingowi Crosby’emu: College Humor (1933), Double or Nothing (1937) i Doctor Rhythm (1938). W 1934 u boku Ralpha Bellamy’ego i Fay Wray wystąpiła w filmie Once to Every Woman. Sukcesem była dla niej także główna rola w filmie Baby Face Morgan z 1942.

## Życie prywatne
14 marca 1942 aktorka poślubiła Jamesa Blakeleya (1910-2007), aktora, który później pracował jako producent dla wytwórni 20th Century Fox. Ich małżeństwo przetrwało blisko 65 lat, do śmierci Blakeleya w styczniu 2007. Para miała jednego syna. Po zawarciu związku małżeńskiego wycofała się z aktorstwa poświęcając się rodzinie. Pod koniec lat 40. rozpoczęła pracę w salonie kosmetycznym Elizabeth Arden w Beverly Hills.
Posiada swoją gwiazdę na Hollywoodzkiej Alei Sławy.
Zmarła 1 sierpnia 2018 w domu dla emerytowanych aktorów w dzielnicy Woodland Hills w Los Angeles. Miała 104 lata (choć niektóre źródła podawały jako datę jej urodzenia rok 1912).

## Filmografia
- The Girl Said No (1930) jako gość na przyjęciu
- Dzieci przyjemności (1930) jako sekretarka
- Night Court (1932) jako Elizabeth Osgood
- Ludzie w hotelu (1932) jako pani Hoffman
- Uśmiech szczęścia (1932) jako młoda dziewczyna na przyjęciu
- College Humor (1933) jako Barbara Shirrel
- Should Ladies Behave (1933) jako Leone Merrick
- This Side of Heaven (1934) jako Peggy Turner
- Once to Every Woman (1934) jako Doris Andros
- Dziewczyna moich marzeń (1934) jako Gwen
- Double or Nothing (1935) jako Vicki Clark
- Doctor Rhythm (1938) jako Judy Marlowe
- Illegal Traffic (1938) jako Carol Butler
- Rovin’ Tumbleweeds (1939) jako Mary Ford
- Tańcz, dziewczyno, tańcz (1940) jako Sally
- Baby Face Morgan (1942) jako Virginia Clark
- Dead Men Walk (1943) jako Gayle Clayton